# Augustinerhof
Der Augustinerhof ist ein in der Nürnberger Altstadt nahe dem Hauptmarkt gelegener Gebäudekomplex, der zwischen 2018 und 2021 nach Plänen von Volker Staab errichtet wurde. Der Augustinerhof beherbergt neben einer Außenstelle des Deutschen Museums auch Hotellerie, Gastronomie und Einzelhandel.
Die Beteiligung des Freistaates Bayern an den Baukosten sowie die Ausgestaltung des Mietvertrages mit dem Deutschen Museum waren Gegenstand kontroverser politischer Diskussionen.

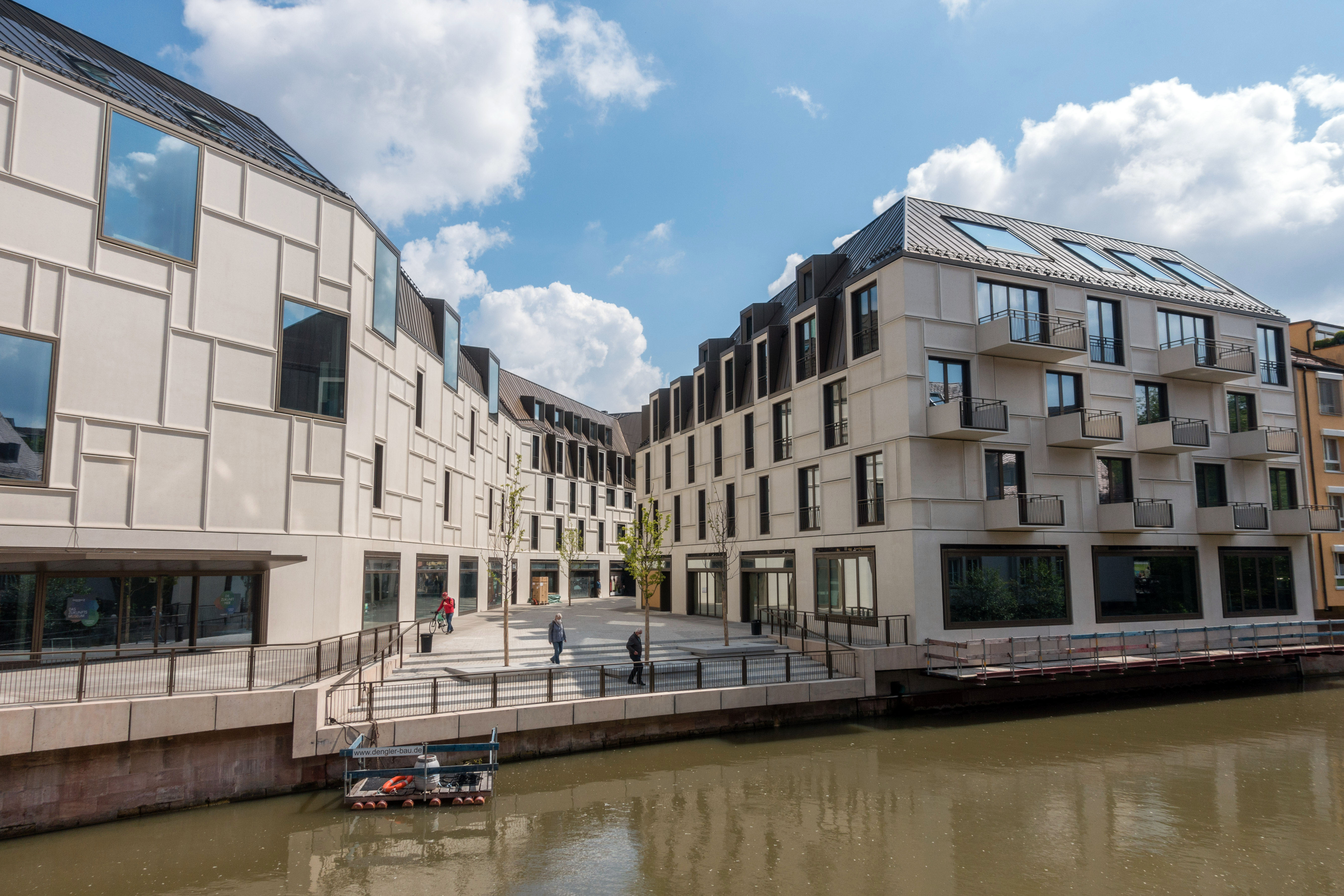
Augustinerhof im Mai 2021

## Lage

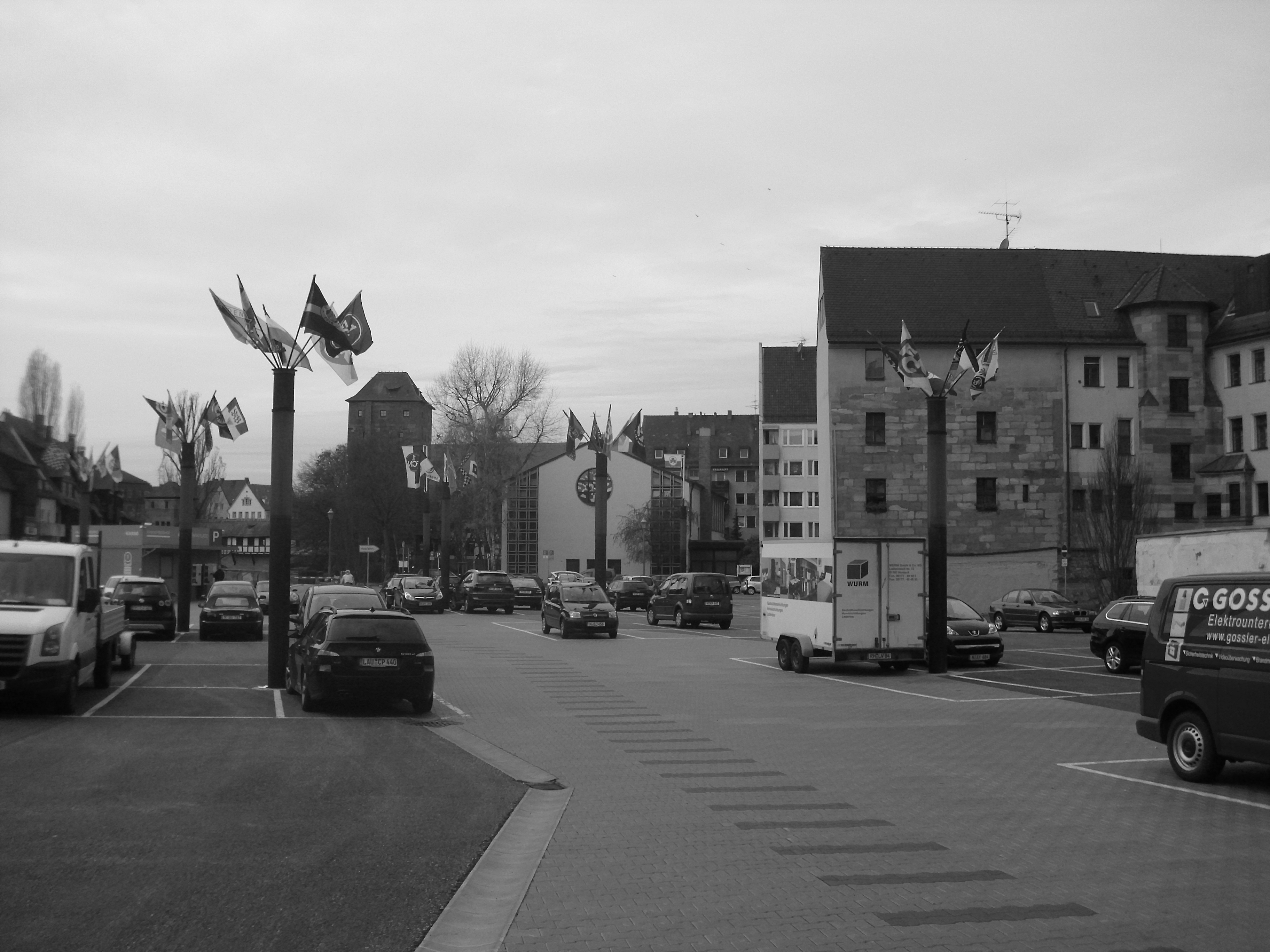
Heute bebauter Bereich an der Pegnitz im November 2010

Das 5000-Quadratmeter-Areal zwischen Winklerstraße, Karlstraße und der Pegnitz liegt nördlich des Flusses in der Sebalder Altstadt. Der Name Augustinerhof hat historisch keine Bedeutung.

## Vorgeschichte
Auf dem Gelände zwischen Schustergasse/Südliche Augustinerstraße und Karlstraße/Winklerstraße hatte seit 1265 das Augustinerkloster bestanden. Die nach der Auflösung des Klosters leerstehenden Wohngebäude und Lokale wurden nach der Reformation vom Stadt- und Landalmosenamt genutzt. Nach unterschiedlichen Nutzungen standen die Gebäude später leer und verfielen langsam, bis sie 1872 abgebrochen wurden.
An der Pegnitz stand die 1299 erstmals urkundlich erwähnte Pfannenmühle, die im Zweiten Weltkrieg durch Bomben zerstört wurde.
Auf dem südlichen Teil des Klosters entstanden die Gebäude des Druckerei-Verlages von Franz Willmy (1856–1922), der dort die Nordbayerische Volkszeitung drucken ließ. Sein Sohn, Max Willmy, gab das 8-Uhr-Blatt (später: Abendzeitung), den Kicker und die Fränkische Tageszeitung (später: Fränkischer Kurier) heraus. Während des Nationalsozialismus wurde der Stürmer dort gedruckt. Um 1973 wurde das Gelände zu klein, die Druckerei gab die Betriebsgebäude auf und zog um.

### Bebauungspläne ab 1990
1989 erwarb der Kaufmann Mohammad Abousaidy das Grundstück und plante Neubauten mit einer gemischt-gewerblichen Nutzung.
Während der Interessensverein Nürnberger Altstadtfreunde ein Bebauungsplanverfahren forderte, strebte der Baureferent Walter Anderle eine spektakuläre Lösung an. Im Januar 1991 präsentierte er mit dem aus Zirndorf stammenden Architekten Helmut Jahn die Planungen für einen „Glaspalast“ als bewussten Kontrapunkt zur Nachkriegsbebauung der Umgebung. Während die Idee auf Zustimmung im Stadtrat stieß, regte sich in Teilen der Bevölkerung Widerstand. Dieser wurde im Verein „Altstadtfreunde“ organisiert und wuchs in der Folgezeit. Eine Bürgerinitiative wurde gegründet (Rettet die Sebalder Altstadt) und der Entwurf als unpassend, gar als „aufgeschnittene Bratwurst“ bezeichnet. Auch nach Veränderungen am Entwurf blieb die Kritik bestehen: die Dimensionen des Baukörpers seien zu groß und der Umfang der gewerblichen Nutzung sei überzogen.
Ein erster Bebauungsplanentwurf zur Ausweisung des Augustinergeländes als Kerngebiet wurde durch den Stadtrat abgelehnt, ein zweiter, leicht überarbeiteter Entwurf im Dezember 1991 knapp gebilligt. Zur Aufstellung des Bebauungsplanentwurfs hatte Edmund Stoiber (CSU) als damaliger Innenminister und Chef der obersten Baubehörde die Stadt verpflichtet.
Unterdessen sammelten die Gegner mehr als 50.000 Unterschriften und im September 1993 trat der Oberbürgermeister Peter Schönlein (SPD) wegen mangelnder Akzeptanz in der Bürgerschaft auf die Bremse. An Konzept und Baumasse wurde weiter gefeilt, doch die Mehrheit im Stadtrat bröckelte. Der Bürgerentscheid im Januar 1996 – der erste und bisher einzige überhaupt in Nürnberg – brachte mit fast 69 Prozent der Stimmen gegen das Projekt das endgültige Aus für den Jahn-Entwurf. In der kurz darauf stattfindenden Bürgermeisterwahl wurde Oberbürgermeister Schönlein nicht wiedergewählt. Nach der Insolvenz des Investors Abousaidy kam die Immobilie unter Zwangsverwaltung und gehörte nun der Frankfurter Bank Eurohypo.
Verschiedene Pläne in den folgenden Jahren hatten keinen Erfolg. 2001 kam eine Zwangsversteigerung wegen des Widerstandes der Nachbareigentümer nicht zustande.

### Übernahme durch Schmelzer

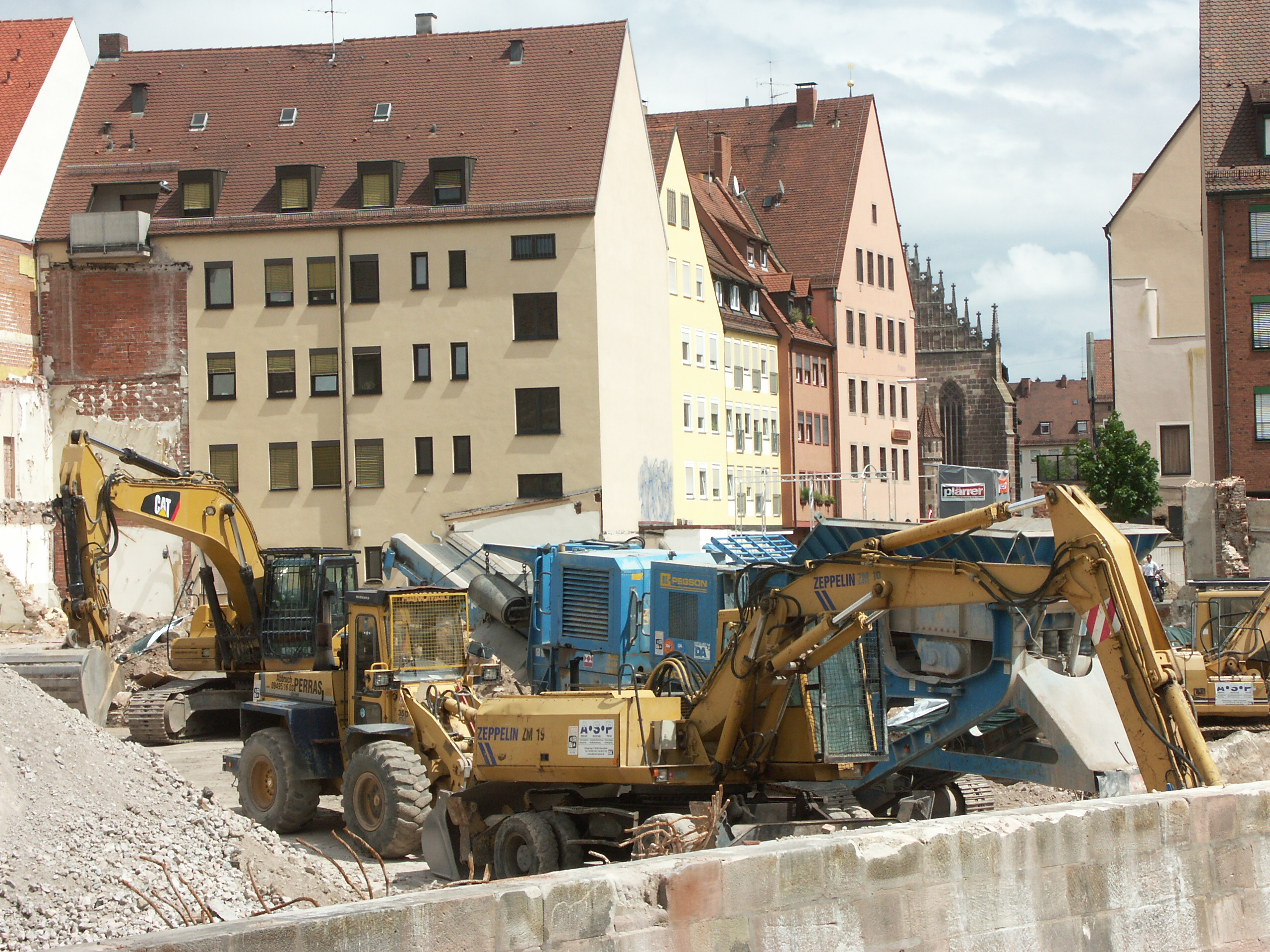
Abrissarbeiten 2008

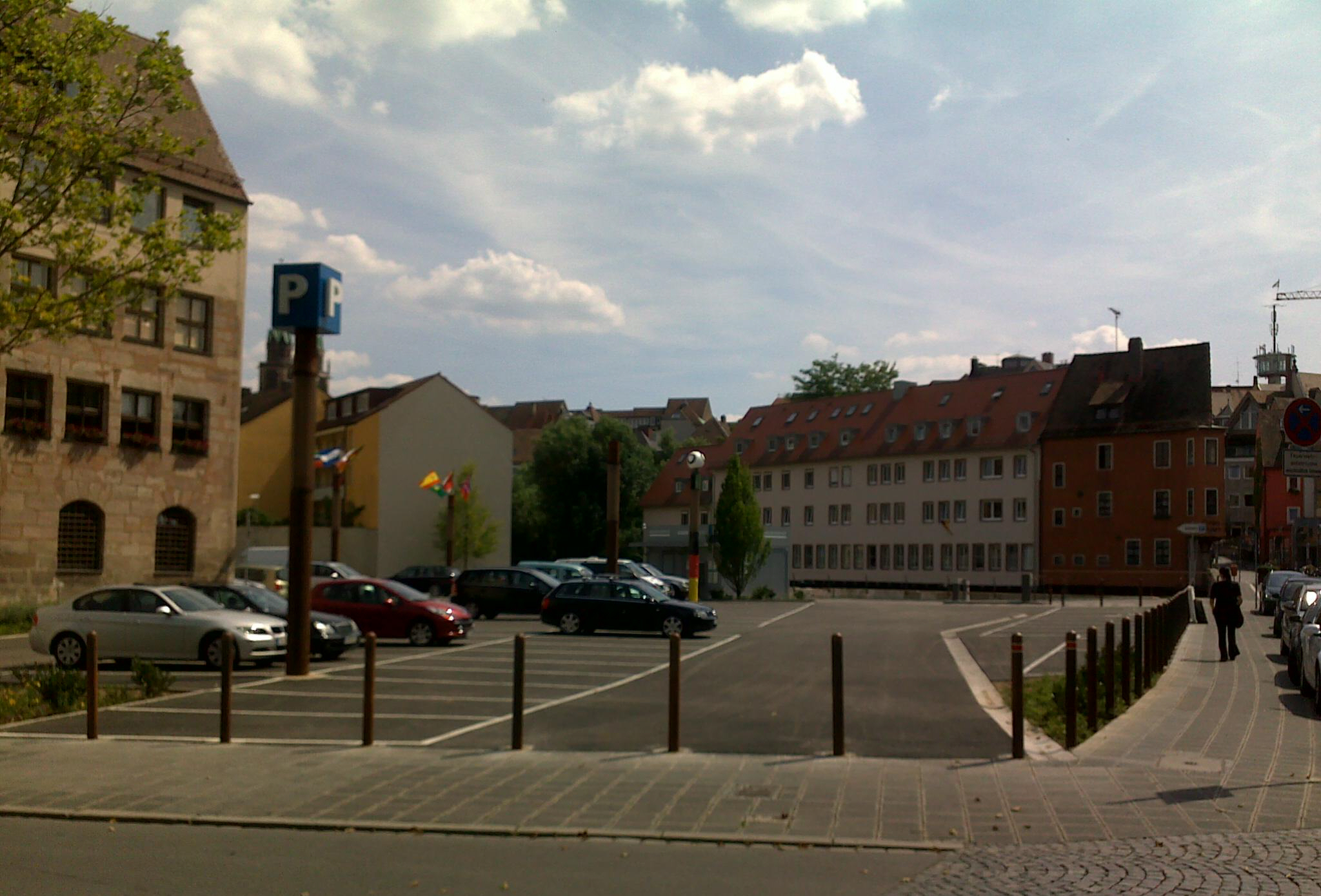
Parkplatz 2010

2008 kaufte der Nürnberger Immobilien-Unternehmer Gerd Schmelzer mit seiner Alpha-Gruppe das Gelände für 5,8 Millionen Euro in einer förmlichen Zwangsversteigerung. Der Unternehmer ist mit der Kulturbürgermeisterin und 1. Stellvertreterin des Oberbürgermeisters Nürnbergs Julia Lehner (CSU) verheiratet. Schmelzer ließ ab dem 3. April 2008 die bestehenden Gebäude in umfangreichen Abrissarbeiten beseitigen.
In einem Architekturwettbewerb gewann der Berliner Architekt Volker Staab, der in Nürnberg bereits das Neue Museum entworfen hatte. Der Entwurf sollte rund 60 Millionen Euro kosten. Auf 5230 m² wollte Schmelzer für ein Vier-Sterne-Hotel, Wohnungen, Läden, Büros und Gastronomie bauen. 2.300 m² Grundfläche sollten unbebaut bleiben.
Der ursprünglich geplante Baubeginn gegen Ende 2009 wurde nicht eingehalten und im Herbst des Jahres auf dem Gelände gebührenpflichtige Parkplätze angelegt.

## Deutsches Museum Nürnberg

### Kontroverse um die Einrichtung
2016 gab der damalige bayerische Finanzminister Markus Söder bekannt, dass auf dem Augustinerhof-Gelände eine Zweigstelle des Deutschen Museums eingerichtet werden solle. Seine Behörde hatte verschiedene Immobilien gesichtet; am Ende erhielt Schmelzer den Zuschlag für seinen Augustinerhof. Wolfgang Heckl, Generaldirektor des Deutschen Museums, und Schmelzer unterzeichneten im Juni 2017 einen Mietvertrag für die in einem neu zu errichtenden Gebäude unterzubringende Zweigstelle. Vorgesehen war, dass die Miete in Höhe von 2,8 Millionen Euro pro Jahr durch den Freistaat Bayern übernommen wird, so dass über die vorgesehene Vertragslaufzeit von 25 Jahren 70 Millionen Euro Mietkosten anfallen. Weiterhin bezuschusste der Freistaat Bayern das Projekt mit 27,6 Millionen Euro.
2021 wurde nach Recherchen des Norddeutschen Rundfunks, des Westdeutschen Rundfunks und der Süddeutschen Zeitung bekannt, dass Schmelzer der bayerischen Regierungspartei CSU 2018 über eine seiner Firmen 45.500 Euro gespendet hatte. Zwei Gutachten kamen zu dem Schluss, dass das Vertragswerk ungewöhnlich und unüblich sei. Die Mieten seien zu hoch, die Kalkulationen undurchsichtig. Der FDP-Landtagsabgeordnete Sebastian Körber sprach von einem der vielleicht „größten Immobilienskandale in der Geschichte des Freistaates Bayern“. Auch die Grünen-Abgeordnete Verena Osgyan sah „einen handfesten politischen Skandal, in dessen Zentrum der heutige Ministerpräsident Söder steht“.
Der Bayerische Oberste Rechnungshof (ORH) äußerte 2022 in einem vorläufigen Prüfbericht Zweifel am Vorgehen der Bayerischen Staatsregierung.

### Eröffnung und Betrieb
Das Deutsche Museum Nürnberg verfügt über eine Ausstellungsfläche von 2900 m². Der inhaltliche Fokus des Deutschen Museums Nürnberg liegt auf sogenannten „Zukunftstechnologien“ sowie Innovationen mit den Kernthemen Energie, Mobilität, Robotik, Informationstechnologie und Medizin. Die Museumsleitung übernahm im März 2020 die bisherige Leiterin des Museums für Kommunikation Nürnberg und Nürnberger CSU-Stadträtin Marion Grether. Die ursprünglich für 2019 vorgesehene Eröffnung des Deutschen Museums Nürnberg erfolgte am 17. September 2021. Bereits nach einem halben Jahr zählte das Museum trotz coronabedingter Einschränkungen rund 60.000 Besuchende.

### Untersuchungsausschuss
Im Dezember 2022 beschloss der Bayerische Landtag die Einrichtung eines Untersuchungsausschusses zum Vorgehen der Staatsregierung bei der Einrichtung des Museums. Der Ausschuss nahm im Januar 2023 seine Arbeit auf. Als Zeugen vernommen werden sollen unter anderem der Vermieter Gerd Schmelzer, der Generaldirektor des Deutschen Museums Wolfgang Heckl und der damalige Bayerische Finanzminister und heutige Ministerpräsident Markus Söder.